# Neuwiese (Oelsnitz/Erzgeb.)

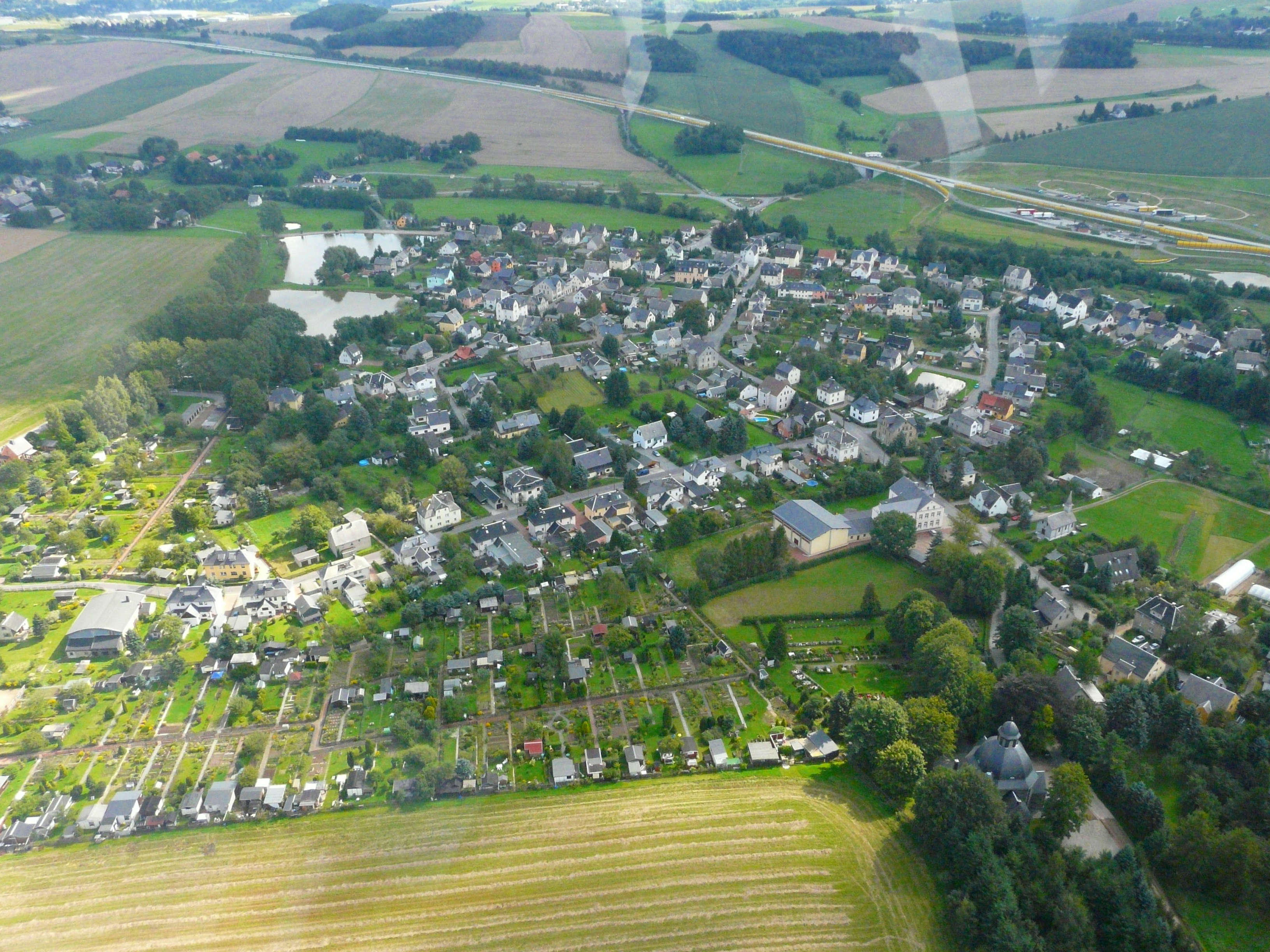
Blick auf Neuwiese

Neuwiese bildet zusammen mit Oberwürschnitz den Ortsteil Neuwürschnitz der Stadt Oelsnitz/Erzgeb.

## Geographische Lage
Das Dorf liegt an der Würschnitz. Unmittelbar südlich der Ortslage verläuft die A 72, die Anschlussstelle Hartenstein befindet sich am westlichen Ortsrand. Östlich von Neuwiese liegt Oberwürschnitz, im Norden der Oelsnitzer Ortsteil Waldesruh. Im Osten wird Neuwiese durch den Loh- und Haderwald abgegrenzt.

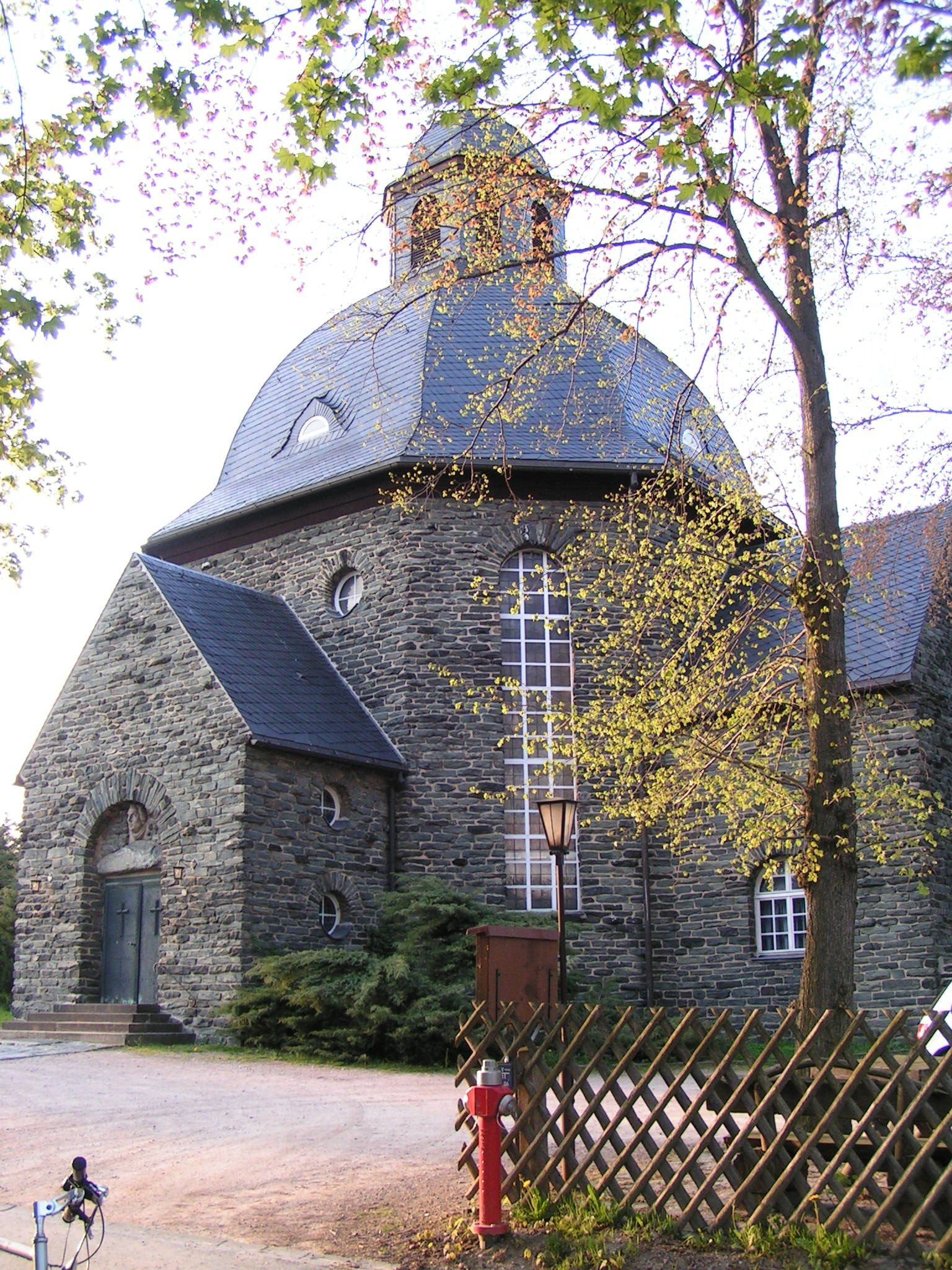
Die Lutherkirche

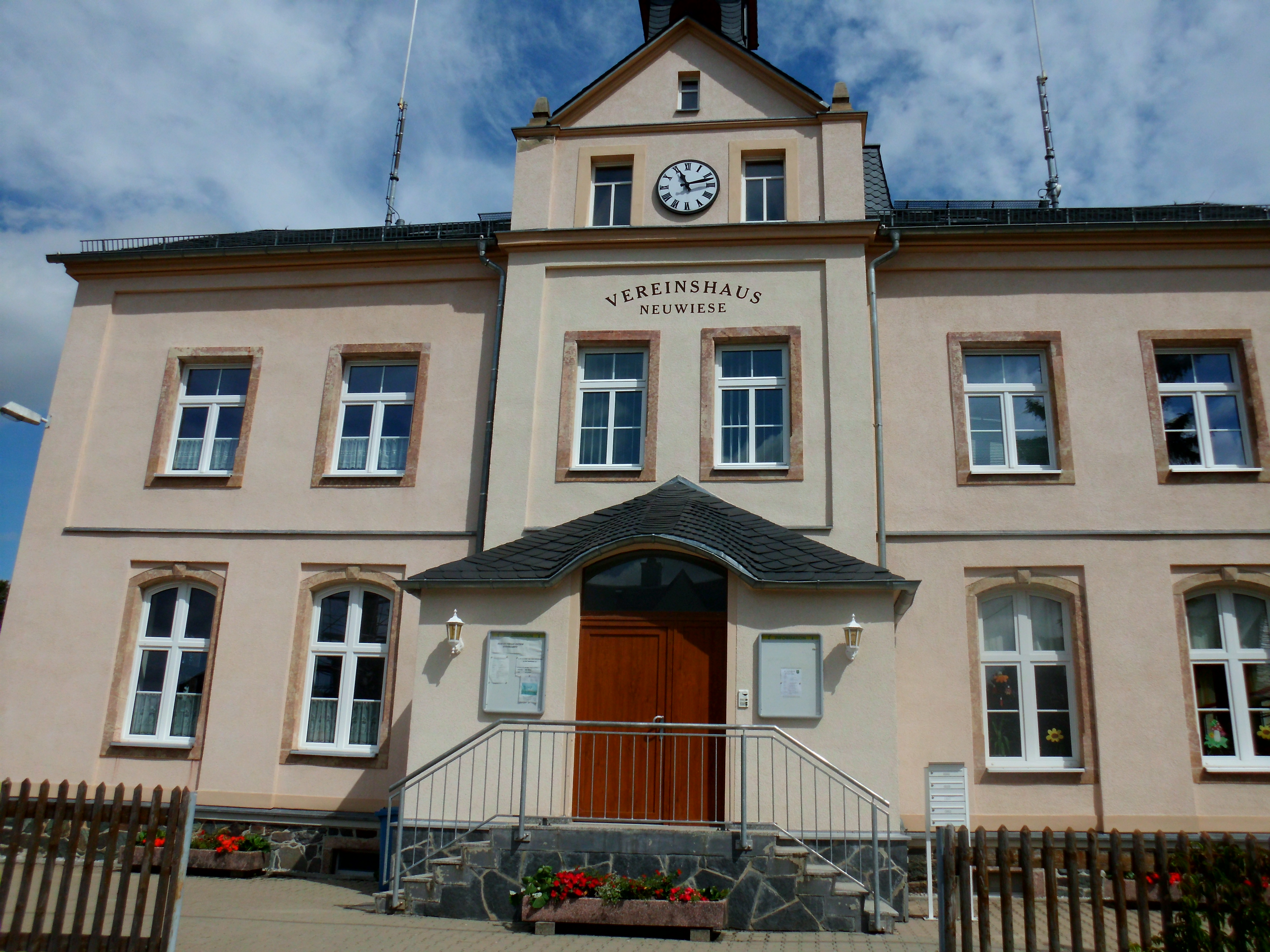
Das Vereinshaus von Neuwiese

## Geschichte
Der Ort ist eine Spätgründung des Oelsnitzer Rittergutes um 1700, entstand größtenteils auf den Fluren der Wüsten Mark Wittendorf. Der südliche Teil von Neuwiese hieß lange Zeit Neuwittendorf. Die ersten Siedler sollen Waldarbeiter und Hofarbeiter des Rittergutes gewesen sein. Etwa ab dem Jahr 1664 wurde von dort aus die Schafzucht auf die "Neue Wiese" ausgeweitet. Als erste Ortsbezeichnung tritt auch Schafstegen auf. Der Straßenname "Schaftreibe" deutet noch heute auf die Hutung hin. 1773 berichtet der Lößnitzer Chronist Oesfeld, dass noch Mauerreste eines untergegangenen Dorfes auf den Fluren der Wüsten Mark Wittendorf zu sehen sind. Noch heute existiert die Gemarkung Neuwittendorf im amtlichen Liegenschaftskataster der Stadt Oelsnitz/Erzgeb.
Der Name Neuwiese erscheint erstmals 1791. Merkwürdigerweise kam 1820 die dritte Ortsbezeichnung Schlettheim dazu. Während einige Heimatforscher einen Spottnamen vermuten, kann das Wort nach Hengst (1964) von Schlete = Stangenholz oder aus dem mittelhochdeutschen Wort abgeleitet sein, das so viel wie Schneise, Lichtung bzw. Grünstreifen bedeutet.
Neuwiese bestand aus Häuserzeilen mit einer bescheidenen Parzellenflur von ursprünglich 12 ha. Der Ort war nach Oelsnitz gepfarrt, erhielt aber 1926 eine zur Pfarre von Oelsnitz gehörende, landschaftlich gut eingefügte kleine Rundkirche (Lutherkirche). Durch die Entwicklung des Kohlenbergbaus stieg auch die Einwohnerzahl dieses abseits gelegenen Ortes stark an und verdoppelte sich in den Jahrzehnten um das Jahr 1900.
Am 1. April 1934 wurde Neuwiese mit Oberwürschnitz zur neuen Gemeinde Neuwürschnitz vereinigt, welche wiederum zum 1. Januar 1999 nach Oelsnitz eingemeindet wurde.

## Teiche

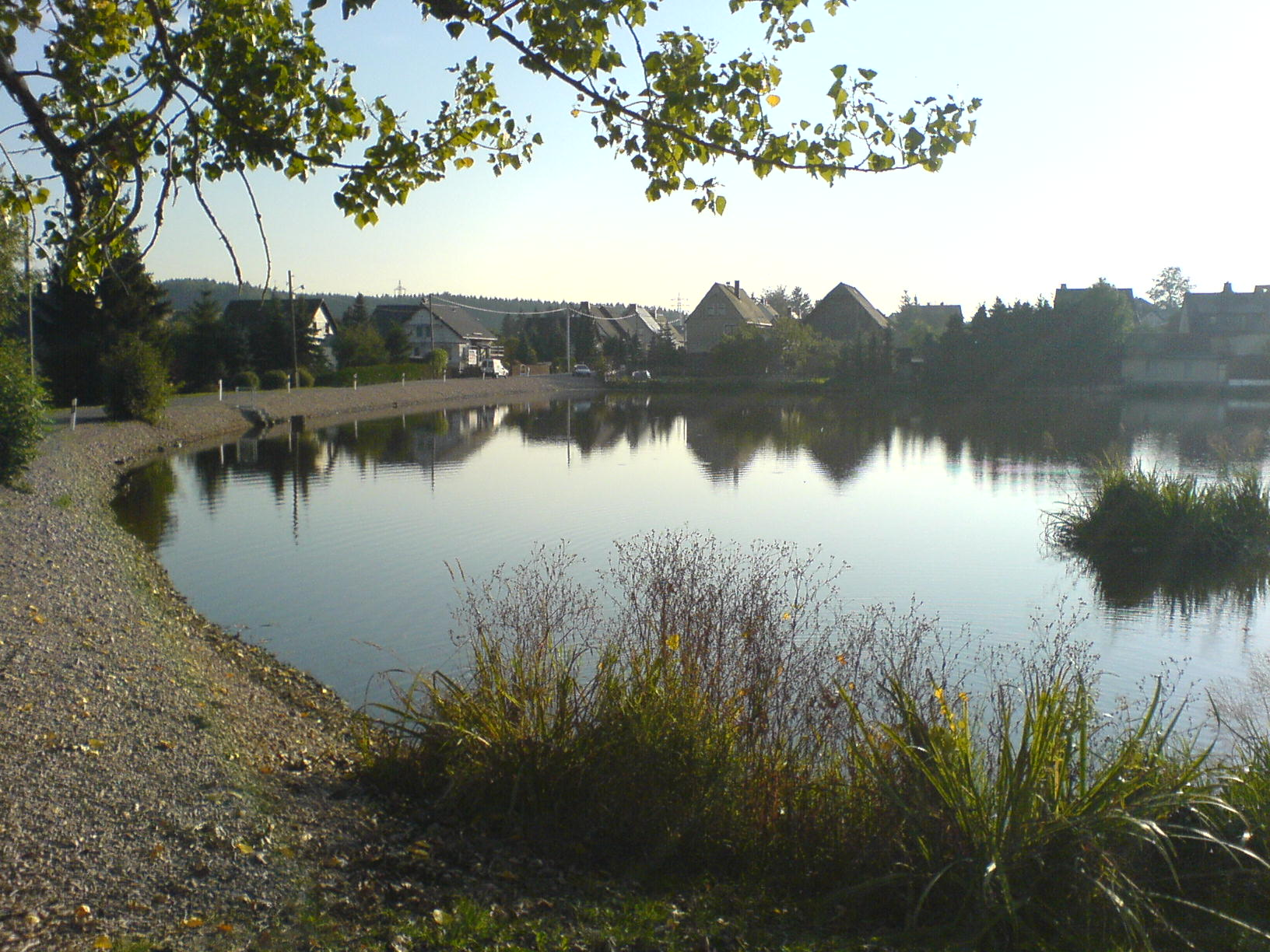
Mühlteich
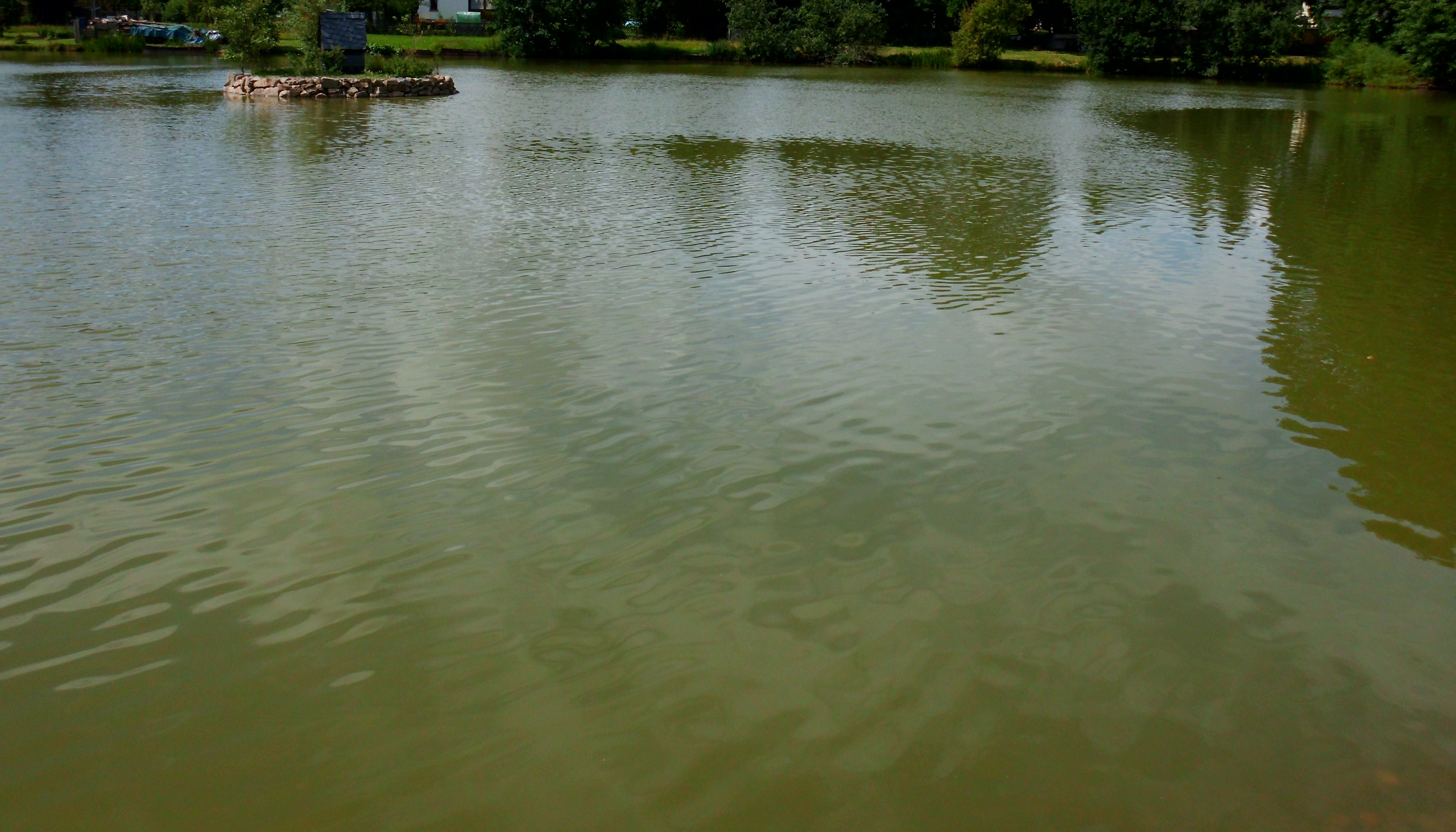
Schwemmteich
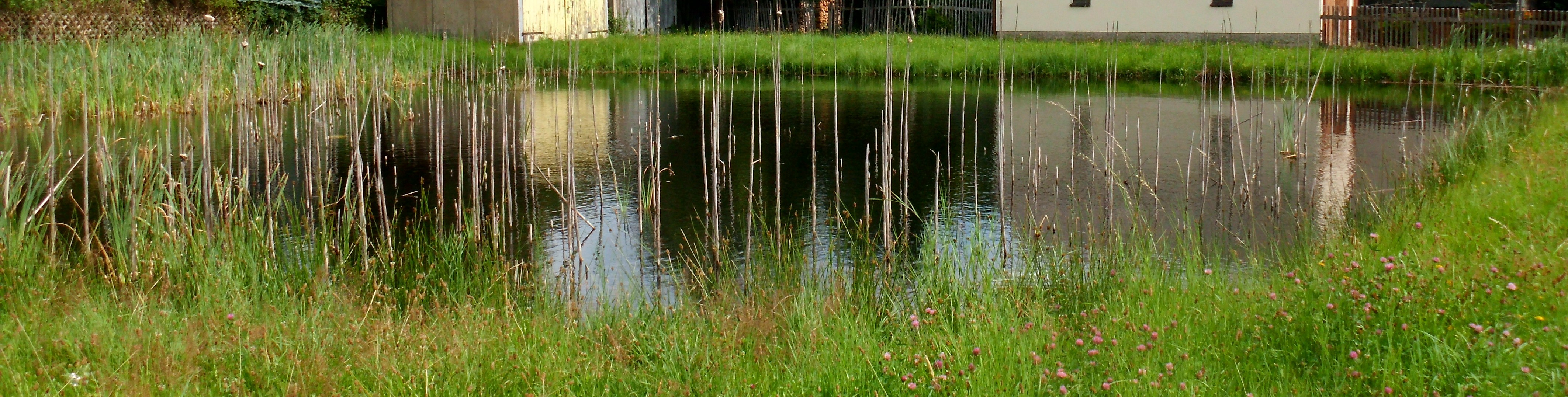
Zappelteich